# Voix céleste
Pour les articles homonymes, voir Céleste.
La voix céleste (du Latin : Vox Celestina) est un jeu d'orgue, à bouche, de la famille des jeux de fond de taille étroite.

## Description
Il s'agit en fait d'un jeu de gambe accordé un comma [réf. nécessaire] plus haut que le diapason. On l'utilise toujours associée à un jeu de gambe normal, les deux rangs de tuyaux produisant un son ondulant résultant du décalage d'accord, agréable à l'oreille et très typique de l'orgue romantique. On appelle cette ondulation l'effet « céleste ». En général, l'effet d'ondulation ne commence qu'au deuxième do, la première octave est donc soit privée de tuyaux (muette) soit à l'unisson de la gambe normale. L'effet produit est similaire au chorus.
Si la gambe peut s'utiliser seule, la voix céleste, au contraire, ne s'emploie jamais seule et doit toujours être tirée avec la gambe car l'effet céleste n'est possible que si deux tuyaux parlent simultanément. En outre, si cet effet a beaucoup de charme, il peut faire paraître l'orgue désaccordé s'il est utilisé dans un autre mélange, aussi la voix céleste est-elle toujours exclue de la synthèse ou du tutti.
Généralement Gambe et Voix céleste sont toujours placées ensemble au clavier de Récit expressif afin que le jeu bénéficie de l'effet de la pédale d'expression.
En France, on la trouve en 8 pieds, mais aux États-Unis par exemple dans les grands instruments, on peut la trouver en 4', parfois en 16'.
Quelques mélanges spécifiques sont possibles en fonction de l'harmonisation de l'instrument. Ce sont surtout les instruments romantiques de Cavaillé-Coll qui se prêtent le plus facilement à ces combinaisons :
- Voix céleste et Voix humaine avec tremblant : mélange particulièrement réussi sur l'orgue Cavaillé-Coll de Sainte-Clotilde à Paris, elle inspira son titulaire Charles Tournemire dans ses improvisations et ses compositions.
- Voix céleste et Bourdon 16 : combinaison qui a eu les faveurs d'Olivier Messiaen (Diptyque, L'Ascension) et de Pierre Cochereau (nombreuses improvisations enregistrées à l'orgue de Notre-Dame de Paris).

## Dérivé
Au positif, on trouve aussi un jeu ondulant nommé Unda maris mais à la différence de la voix céleste qui est un jeu gambé, l'Unda maris est un second rang de salicional.
L'harmonium est lui aussi doté d'une voix céleste qui, à la différence de celle de l'orgue, peut couvrir toute l'étendue du clavier. Elle peut également se trouver sur certains accordéons. Le principe est le même : deux rangs d'anches libres désaccordées d'un comma. La sonorité obtenue est proche de celle de la Voix céleste de l'orgue. La seule différence que généralement à l'orgue il faut tirer deux jeux, la gambe et la voix céleste, pour obtenir l'effet "céleste" alors que sur l'harmonium ou l'accordéon, on ne tire qu'un seul jeu qui, par un mécanisme adéquat ouvre simultanément les deux rangs.
Il existe toutefois quelques orgues modernes où le jeu de voix céleste est matérialisé par un seul tirant mais comprend deux rangs et produit donc l'effet céleste directement, sans qu'il soit nécessaire de tirer un jeu de soutien tel que viole ou gambe.